# Lijst van succesvolste films
Dit is een lijst van de succesvolste films die ooit zijn gemaakt. Het gaat daarbij om films die wereldwijd het meeste geld opbrachten. Er is uitgegaan van de absolute opbrengst, zonder inflatiecorrectie. De opbrengst wordt in Amerikaanse dollar (USD) uitgedrukt. Films met een sterretje (*) draaien nog in de bioscopen, bij filmreeksen betreft het een film uit die reeks.

## Succesvolste films wereldwijd

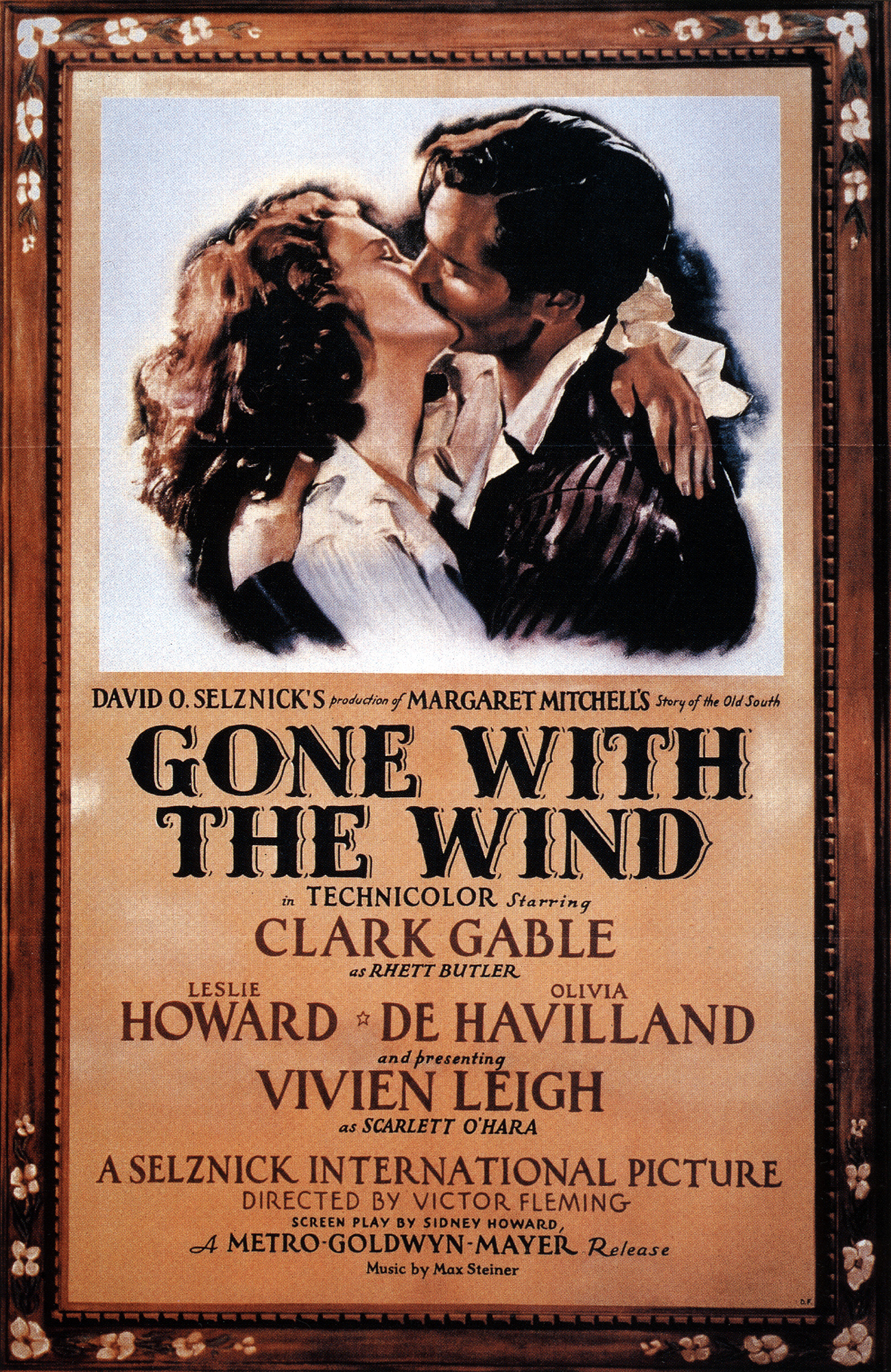
Poster voor Gone with the Wind (1939) - niet in deze lijst, maar na inflatiecorrectie de meest succesvolle film ooit ($ 4.341.000.000).

| Rang | Titel                                             | Opbrengst       | Jaar |
| ---- | ------------------------------------------------- | --------------- | ---- |
| 1    | Avatar                                            | $ 2.923.706.026 | 2009 |
| 2    | Avengers: Endgame                                 | $ 2.799.439.100 | 2019 |
| 3    | Avatar: The Way of Water                          | $ 2.320.250.281 | 2022 |
| 4    | Titanic                                           | $ 2.264.743.305 | 1997 |
| 5    | Ne Zha 2                                          | $ 2.212.930.000 | 2025 |
| 6    | Star Wars: Episode VII: The Force Awakens         | $ 2.071.310.218 | 2015 |
| 7    | Avengers: Infinity War                            | $ 2.052.415.039 | 2018 |
| 8    | Spider-Man: No Way Home                           | $ 1.921.847.111 | 2021 |
| 9    | Inside Out 2                                      | $ 1.698.863.816 | 2024 |
| 10   | Jurassic World                                    | $ 1.671.537.444 | 2015 |
| 11   | The Lion King                                     | $ 1.662.020.819 | 2019 |
| 12   | The Avengers                                      | $ 1.520.538.536 | 2012 |
| 13   | Furious 7                                         | $ 1.515.341.399 | 2015 |
| 14   | Top Gun: Maverick                                 | $ 1.495.696.292 | 2022 |
| 15   | Frozen II                                         | $ 1.453.683.476 | 2019 |
| 16   | Barbie                                            | $ 1.445.638.421 | 2023 |
| 17   | Avengers: Age of Ultron                           | $ 1.405.018.048 | 2015 |
| 18   | The Super Mario Bros. Movie                       | $ 1.361.992.475 | 2023 |
| 19   | Black Panther                                     | $ 1.349.926.083 | 2018 |
| 20   | Harry Potter en de Relieken van de Dood deel 2    | $ 1.342.480.797 | 2011 |
| 21   | Deadpool & Wolverine                              | $ 1.338.073.645 | 2024 |
| 22   | Star Wars: Episode VIII: The Last Jedi            | $ 1.334.407.706 | 2017 |
| 23   | Jurassic World: Fallen Kingdom                    | $ 1.310.466.296 | 2018 |
| 24   | Frozen                                            | $ 1.306.000.529 | 2013 |
| 25   | Beauty and the Beast                              | $ 1.266.115.964 | 2017 |
| 26   | Incredibles 2                                     | $ 1.243.089.244 | 2018 |
| 27   | The Fate of the Furious                           | $ 1.236.005.118 | 2017 |
| 28   | Iron Man 3                                        | $ 1.214.811.252 | 2013 |
| 29   | Minions                                           | $ 1.159.444.662 | 2015 |
| 30   | Captain America: Civil War                        | $ 1.153.337.496 | 2016 |
| 31   | Aquaman                                           | $ 1.148.528.393 | 2018 |
| 32   | The Lord of the Rings: The Return of the King     | $ 1.146.436.214 | 2003 |
| 33   | Spider-Man: Far From Home                         | $ 1.131.927.996 | 2019 |
| 34   | Captain Marvel                                    | $ 1.128.462.972 | 2019 |
| 35   | Transformers: Dark of the Moon                    | $ 1.123.794.079 | 2011 |
| 36   | The Dark Knight Rises                             | $ 1.114.976.407 | 2012 |
| 37   | Skyfall                                           | $ 1.108.594.137 | 2012 |
| 38   | Jurassic Park                                     | $ 1.113.138.548 | 1993 |
| 39   | Transformers: Age of Extinction                   | $ 1.104.054.072 | 2014 |
| 40   | Aladdin                                           | $ 1.097.831.681 | 2019 |
| 41   | Joker                                             | $ 1.077.022.372 | 2019 |
| 42   | Star Wars: Episode IX: The Rise of Skywalker      | $ 1.074.149.279 | 2019 |
| 43   | Toy Story 4                                       | $ 1.073.394.593 | 2019 |
| 44   | Toy Story 3                                       | $ 1.066.970.811 | 2010 |
| 45   | Pirates of the Caribbean: Dead Man's Chest        | $ 1.066.179.747 | 2006 |
| 46   | Vaiana 2                                          | $ 1.059.242.164 | 2024 |
| 47   | Rogue One: A Star Wars Story                      | $ 1.058.684.742 | 2016 |
| 48   | Pirates of the Caribbean: On Stranger Tides       | $ 1.046.721.266 | 2011 |
| 49   | Star Wars: Episode I: The Phantom Menace          | $ 1.046.515.409 | 1999 |
| 50   | Despicable Me 3                                   | $ 1.034.800.131 | 2017 |
| 51   | Finding Dory                                      | $ 1.029.266.989 | 2016 |
| 52   | Harry Potter en de Steen der Wijzen               | $ 1.026.414.475 | 2001 |
| 53   | Lilo & Stitch *                                   | $ 1.028.420.106 | 2025 |
| 54   | Zootropolis                                       | $ 1.025.521.689 | 2016 |
| 55   | Alice in Wonderland                               | $ 1.025.468.216 | 2010 |
| 56   | The Hobbit: An Unexpected Journey                 | $ 1.017.030.651 | 2012 |
| 57   | The Dark Knight                                   | $ 1.009.057.329 | 2008 |
| 58   | Jurassic World Dominion                           | $ 1.001.136.080 | 2022 |
| 59   | The Lion King                                     | $ 979.046.652   | 1994 |
| 60   | Oppenheimer                                       | $ 975.811.333   | 2023 |
| 61   | Despicable Me 2                                   | $ 970.766.005   | 2013 |
| 62   | Despicable Me 4                                   | $ 969.547.158   | 2024 |
| 63   | The Jungle Book                                   | $ 967.724.775   | 2016 |
| 64   | Jumanji: Welcome to the Jungle                    | $ 962.544.585   | 2017 |
| 65   | The Hobbit: The Battle of the Five Armies         | $ 962.201.338   | 2014 |
| 66   | Pirates of the Caribbean: At World's End          | $ 961.691.209   | 2007 |
| 67   | Harry Potter en de Relieken van de Dood deel 1    | $ 960.858.478   | 2010 |
| 68   | The Hobbit: The Desolation of Smaug               | $ 959.079.095   | 2013 |
| 69   | Doctor Strange in the Multiverse of Madness       | $ 955.775.804   | 2022 |
| 70   | A Minecraft Movie                                 | $ 955.149.195   | 2025 |
| 71   | Harry Potter en de Orde van de Feniks             | $ 942.871.730   | 2007 |
| 72   | Finding Nemo                                      | $ 941.637.960   | 2003 |
| 73   | Harry Potter en de Halfbloed Prins                | $ 941.055.851   | 2009 |
| 74   | Minions: The Rise of Gru                          | $ 940.203.765   | 2022 |
| 75   | The Lord of the Rings: The Two Towers             | $ 937.893.849   | 2002 |
| 76   | Shrek 2                                           | $ 932.396.221   | 2004 |
| 77   | Bohemian Rhapsody                                 | $ 910.813.521   | 2018 |
| 78   | Star Wars: Episode III: Revenge of the Sith       | $ 902.715.658   | 2005 |
| 79   | The Battle at Lake Changjin                       | $ 902.548.476   | 2021 |
| 80   | Harry Potter en de Vuurbeker                      | $ 897.468.952   | 2005 |
| 81   | Spider-Man 3                                      | $ 897.065.420   | 2007 |
| 82   | The Lord of the Rings: The Fellowship of the Ring | $ 887.434.648   | 2001 |
| 83   | Ice Age: Dawn of the Dinosaurs                    | $ 886.686.817   | 2009 |
| 84   | Harry Potter en de Geheime Kamer                  | $ 882.545.232   | 2002 |
| 85   | Spider-Man: Homecoming                            | $ 880.944.210   | 2017 |
| 86   | Spectre                                           | $ 880.707.597   | 2015 |
| 87   | Ice Age: Continental Drift                        | $ 877.244.782   | 2012 |
| 88   | The Secret Life of Pets                           | $ 875.698.161   | 2016 |
| 89   | Batman v Superman: Dawn of Justice                | $ 874.362.803   | 2016 |
| 90   | Wolf Warrior 2                                    | $ 870.325.439   | 2017 |
| 91   | The Hunger Games: Catching Fire                   | $ 865.011.746   | 2013 |
| 92   | Guardians of the Galaxy Vol. 2                    | $ 863.756.051   | 2017 |
| 93   | Black Panther: Wakanda Forever                    | $ 859.208.836   | 2022 |
| 94   | Inside Out                                        | $ 858.848.019   | 2015 |
| 95   | Venom                                             | $ 856.085.151   | 2018 |
| 96   | Thor: Ragnarok                                    | $ 855.301.806   | 2017 |
| 97   | The Twilight Saga: Breaking Dawn Part 2           | $ 848.853.382   | 2012 |
| 98   | Guardians of the Galaxy Vol. 3                    | $ 845.555.777   | 2023 |
| 99   | Inception                                         | $ 839.030.630   | 2010 |
| 100  | Transformers: Revenge of the Fallen               | $ 836.303.693   | 2009 |

## Succesvolste films per jaar
| Jaar | Titel                                          |
| ---- | ---------------------------------------------- |
| 1955 | Lady and the Tramp                             |
| 1956 | The Ten Commandments                           |
| 1957 | The Bridge on the River Kwai                   |
| 1958 | South Pacific                                  |
| 1959 | Ben-Hur                                        |
| 1960 | Spartacus                                      |
| 1961 | 101 Dalmatiërs                                 |
| 1962 | Lawrence of Arabia                             |
| 1963 | From Russia with Love                          |
| 1964 | Goldfinger                                     |
| 1965 | The Sound of Music                             |
| 1966 | Hawaii                                         |
| 1967 | The Jungle Book                                |
| 1968 | 2001: A Space Odyssey                          |
| 1969 | Butch Cassidy and the Sundance Kid             |
| 1970 | Love Story                                     |
| 1971 | Diamonds Are Forever                           |
| 1972 | The Godfather                                  |
| 1973 | The Exorcist                                   |
| 1974 | The Towering Inferno                           |
| 1975 | Jaws                                           |
| 1976 | Rocky                                          |
| 1977 | Star Wars: Episode IV: A New Hope              |
| 1978 | Grease                                         |
| 1979 | Moonraker                                      |
| 1980 | Star Wars: Episode V: The Empire Strikes Back  |
| 1981 | Raiders of the Lost Ark                        |
| 1982 | E.T. the Extra-Terrestrial                     |
| 1983 | Star Wars: Episode VI: Return of the Jedi      |
| 1984 | Indiana Jones and the Temple of Doom           |
| 1985 | Back to the Future                             |
| 1986 | Top Gun                                        |
| 1987 | Fatal Attraction                               |
| 1988 | Rain Man                                       |
| 1989 | Indiana Jones and the Last Crusade             |
| 1990 | Ghost                                          |
| 1991 | Terminator 2: Judgment Day                     |
| 1992 | Aladdin                                        |
| 1993 | Jurassic Park                                  |
| 1994 | The Lion King                                  |
| 1995 | Die Hard with a Vengeance                      |
| 1996 | Independence Day                               |
| 1997 | Titanic                                        |
| 1998 | Armageddon                                     |
| 1999 | Star Wars: Episode I: The Phantom Menace       |
| 2000 | Mission: Impossible II                         |
| 2001 | Harry Potter en de Steen der Wijzen            |
| 2002 | The Lord of the Rings: The Two Towers          |
| 2003 | The Lord of the Rings: The Return of the King  |
| 2004 | Shrek 2                                        |
| 2005 | Harry Potter en de Vuurbeker                   |
| 2006 | Pirates of the Caribbean: Dead Man's Chest     |
| 2007 | Pirates of the Caribbean: At World's End       |
| 2008 | The Dark Knight                                |
| 2009 | Avatar                                         |
| 2010 | Toy Story 3                                    |
| 2011 | Harry Potter en de Relieken van de Dood deel 2 |
| 2012 | The Avengers                                   |
| 2013 | Frozen                                         |
| 2014 | Transformers: Age of Extinction                |
| 2015 | Star Wars: Episode VII: The Force Awakens      |
| 2016 | Captain America: Civil War                     |
| 2017 | Star Wars: Episode VIII: The Last Jedi         |
| 2018 | Avengers: Infinity War                         |
| 2019 | Avengers: Endgame                              |
| 2020 | The Eight Hundred                              |
| 2021 | Spider-Man: No Way Home                        |
| 2022 | Avatar: The Way of Water                       |
| 2023 | Barbie                                         |
| 2024 | Inside Out 2                                   |

## Succesvolste filmreeksen
| Nr. | Reeks                                                            | Wereldwijde opbrengst | Aantal films |
| --- | ---------------------------------------------------------------- | --------------------- | ------------ |
| 1   | Marvel Cinematic Universe ˢ *                                    | $ 32.433.947.745      | 37           |
| 2   | Spider-Man                                                       | $ 11.154.009.397      | 16           |
| 3   | Star Wars                                                        | $ 10.400.777.172      | 12           |
| 4   | J.K. Rowling's Wizarding World (Harry Potter & Fantastic Beasts) | $ 9.666.688.218       | 11           |
| 5   | James Bond                                                       | $ 7.832.954.730       | 27           |
| 6   | The Avengers                                                     | $ 7.767.486.137       | 4            |
| 7   | X-Men                                                            | $ 7.422.190.386       | 14           |
| 8   | The Fast and the Furious                                         | $ 7.333.137.798       | 11           |
| 9   | DC Extended Universe ˢ                                           | $ 7.191.495.242       | 15           |
| 10  | Batman                                                           | $ 7.050.316.471       | 18           |
| 11  | Jurassic Park *                                                  | $ 6.837.564.419       | 7            |
| 12  | Middle-earth (The Lord of the Rings & The Hobbit)                | $ 5.978.700.075       | 8            |
| 13  | Despicable Me                                                    | $ 5.619.444.992       | 6            |
| 14  | Transformers                                                     | $ 5.423.882.361       | 9            |
| 15  | Avatar                                                           | $ 5.243.956.307       | 2            |
| 16  | Mission: Impossible *                                            | $ 4.739.290.360       | 8            |
| 17  | Pirates of the Caribbean                                         | $ 4.522.015.850       | 5            |
| 18  | Shrek                                                            | $ 4.023.022.349       | 6            |
| 19  | The Twilight Saga                                                | $ 3.359.862.915       | 5            |
| 20  | The Lion King                                                    | $ 3.350.284.378       | 3            |
| 21  | The Hunger Games                                                 | $ 3.317.091.853       | 5            |
| 22  | Toy Story                                                        | $ 3.270.004.838       | 5            |
| 23  | Ice Age                                                          | $ 3.217.251.681       | 5            |
| 24  | Frozen                                                           | $ 2.740.026.933       | 2            |
| 25  | Thor                                                             | $ 2.709.021.718       | 4            |

ˢ Marvel Cinematic Universe en DC Extended Universe zijn gedeelde universums, binnen deze universums heeft een aantal mediafranchises ook eigen vermelding gekregen.